# Cemitério da Santa Casa de Misericórdia
O Cemitério da Irmandade da Santa Casa de Misericórdia é um cemitério da cidade brasileira de Porto Alegre, estando localizado no bairro Azenha. É administrado pela Santa Casa de Misericórdia de Porto Alegre.
Fundado em abril de 1850, é o cemitério mais antigo do estado do Rio Grande do Sul ainda em atividade. Possui cerca de quarenta mil jazigos, além de seis capelas para velório. Reunindo belas esculturas em bronze, mármore, ferro e pedra; algumas foram assinadas por escultores conhecidos, tal como André Arjonas.

## Pessoas notáveis sepultadas
- Borges de Medeiros
- Félix da Cunha
- Firmino Paim Filho
- Ramiro Barcelos
- João Carlos Augusto Bordini
- Frederico Westphalen

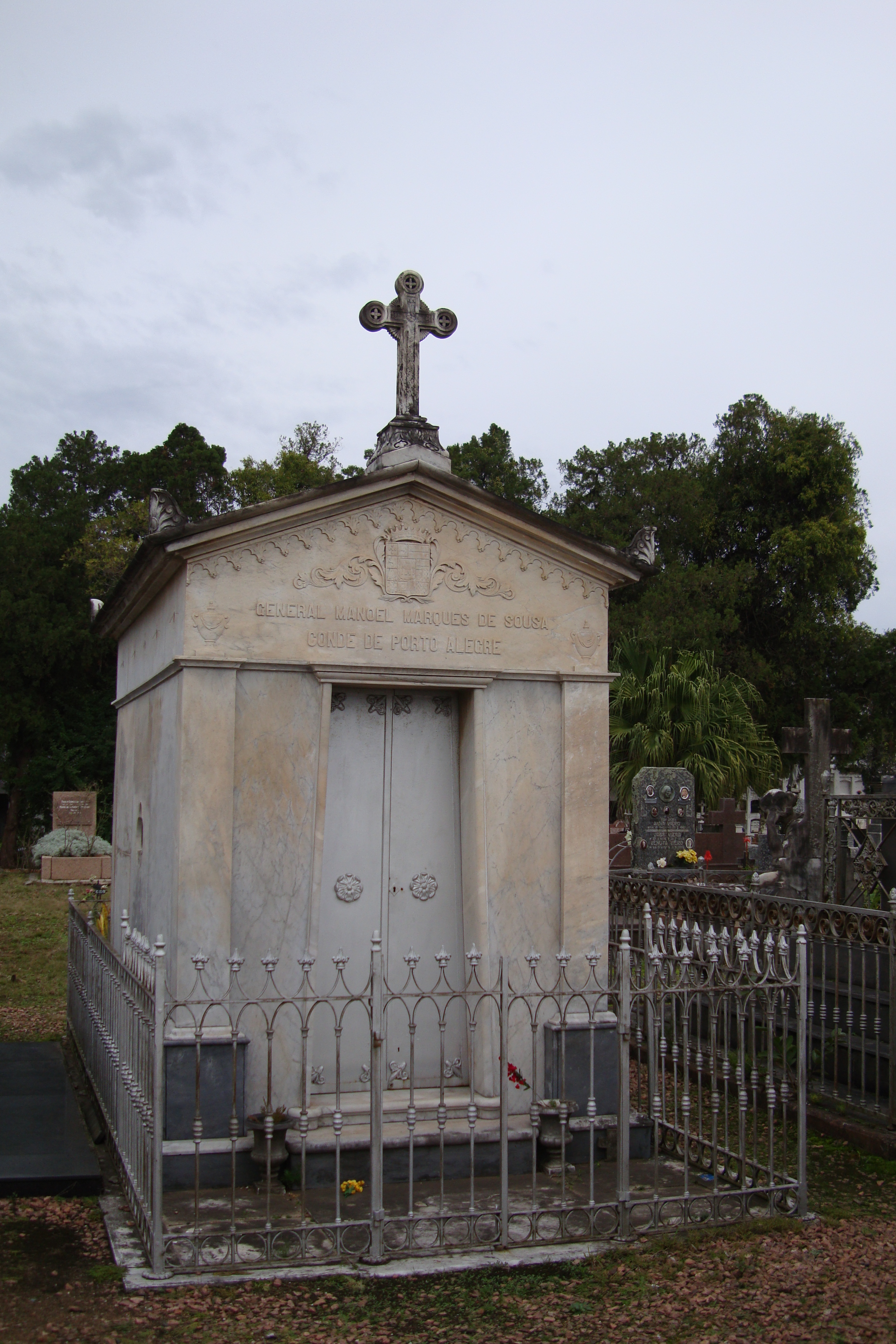
Túmulo do Conde de Porto Alegre.

- Guilherme Roer (1822-1891), religioso católico
- Eduardo Sarmento Leite
- Iberê Camargo (1914-1994), artista plástico
- Ivo Nesralla (1938-2020), cardiologista
- João Baptista da Silva Pereira (1797-1853) - Barão de Gravataí
- Vitorino José Carneiro Monteiro (1817-1877) - Barão de São Borja
- João Pereira de Almeida (1829-1897) - Barão de Nonoai
- José Antônio Correia da Câmara (1824-1893) - 2.° Visconde de Pelotas
- Francisco Ferreira Porto (1817-1884) - Barão do Caí [5]
- Manuel de Cerqueira Daltro Filho
- José Gomes Pinheiro Machado (1851-1915), político
- José Montaury
- Afonso Emílio Massot
- José Plácido de Castro (1873-1908), líder da Revolução Acriana
- Júlio de Castilhos (1860-1903), político e jornalista
- Lila Ripoll (1905-1967), poetisa
- Manuel José de Campos (1813-1902) - Barão de Guaíba
- Manuel Marques de Sousa (1804-1875) - Conde de Porto Alegre
- Maurício Cardoso
- Otávio Rocha
- Protásio Antônio Alves
- Salustiano Jerônimo dos Reis (1822-1893) - Barão de Camaquã
- Teixeirinha (1927-1985), cantor e compositor